# Софиевка (Ахтырский район)
Софиевка (укр. Софіївка) — село,
Чупаховский поселковый совет,
Ахтырский район,
Сумская область,
Украина.
Код КОАТУУ — 5920355507. Население по переписи 2001 года составляет 13 человек .

## Географическое положение
Село Софиевка находится на правом берегу реки Ташань,
выше по течению на расстоянии в 2,5 км расположено село Оленинское,
ниже по течению на расстоянии в 2,5 км расположено село Камыши,
на противоположном берегу — село Перелуг.
Примыкает к селу Лимарево.
Через село проходит железнодорожная ветка.